# Ololygon strigilata
Ololygon strigilata é uma espécie de anfíbio da família Hylidae. Endêmica do Brasil, onde pode ser encontrada no estado da Bahia.